# روبرتا شر
روبرتا شُر (انگلیسی: Roberta Shore؛ زادهٔ ۷ آوریل ۱۹۴۳) بازیگر و صداپیشه اهل ایالات متحده آمریکا است.
از فیلم‌ها یا برنامه‌های تلویزیونی که وی در آن نقش داشته است، می‌توان به ویرجینیایی اشاره کرد.